# ایران‌دوستی
ایران‌دوست، ایرانوفیل یا پِرسوفیل (به انگلیسی: Persophile) به شخصی می‌گویند که ایران، فرهنگ و  مردم آن، تاریخ ایران یا زبان های ایرانی به ویژه زبان پارسی را دوست دارد یا ستایش می کند.

## خاستگاه‌ها

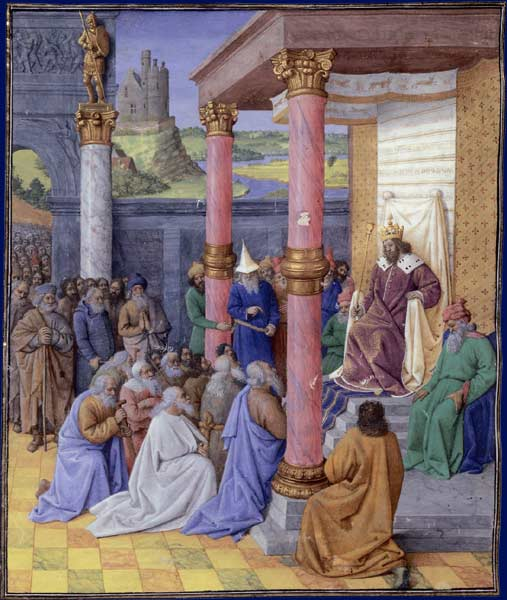
نقاشی از کوروش بزرگ یکی از تحسین شده ترین شخصیت های تاریخ ایران و جهان

تحسین ایرانیان در دوران شاهنشاهی هخامنشی زیاد بود. به‌طور مثال کورش بزرگ تنها فرد غیر مسیحی و یهودی است که مسیح به حساب می‌آید. رهبران یونانی‌ای که عنوان‌ها و نام‌های پارسی برای خود انتخاب می‌کردند نیز ایران‌دوست به حساب می‌آمدند.
همچنین شاهان صیدانی بخاطر سیاست‌هایشان به ایرانی‌ها حقوق بیشتری می‌دادند.
رهبران قفقاز یاری‌دهنده شاهنشاهی ساسانی نیز به عنوان ایران‌دوست شناخته می‌شوند. مانند استفن یکم پادشاه ایبری.
یکی از برجسته‌ترین ایران‌دوست‌ها تاریخدان ادبیات انگلیسی ادوارد براون بود که در انقلاب مشروطه ایران در سال ۱۹۰۶ نقش داشت.

## ایران‌دوستان برجسته

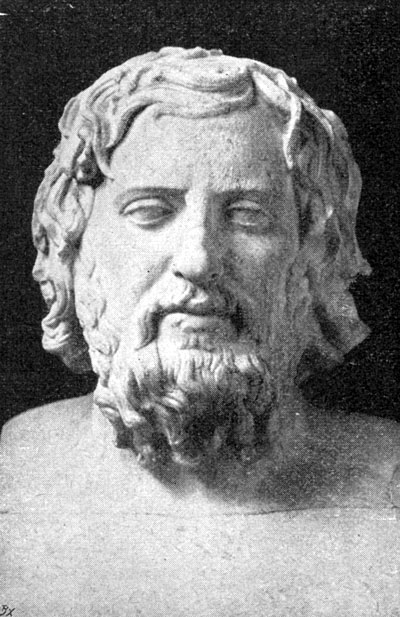
گزنفون، فیلسوف و مورخ یونان باستان
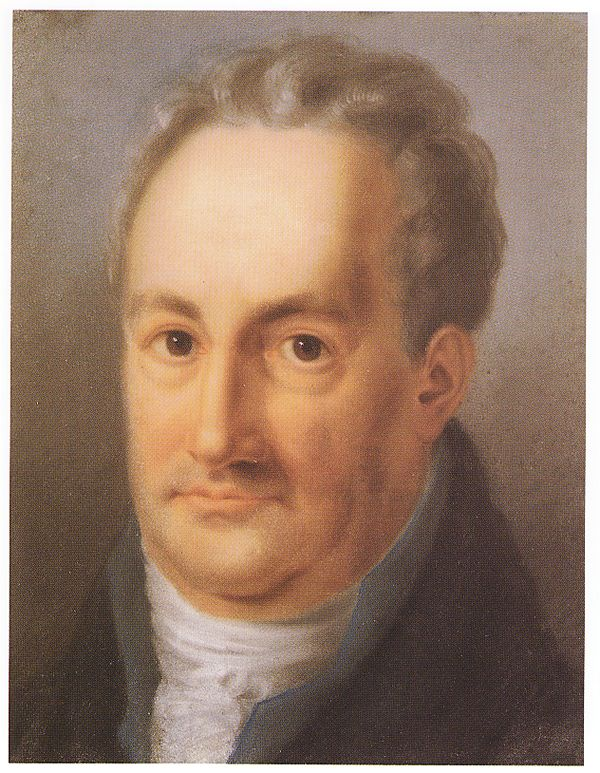
ولفگانگ گوته، ادیب آلمانی
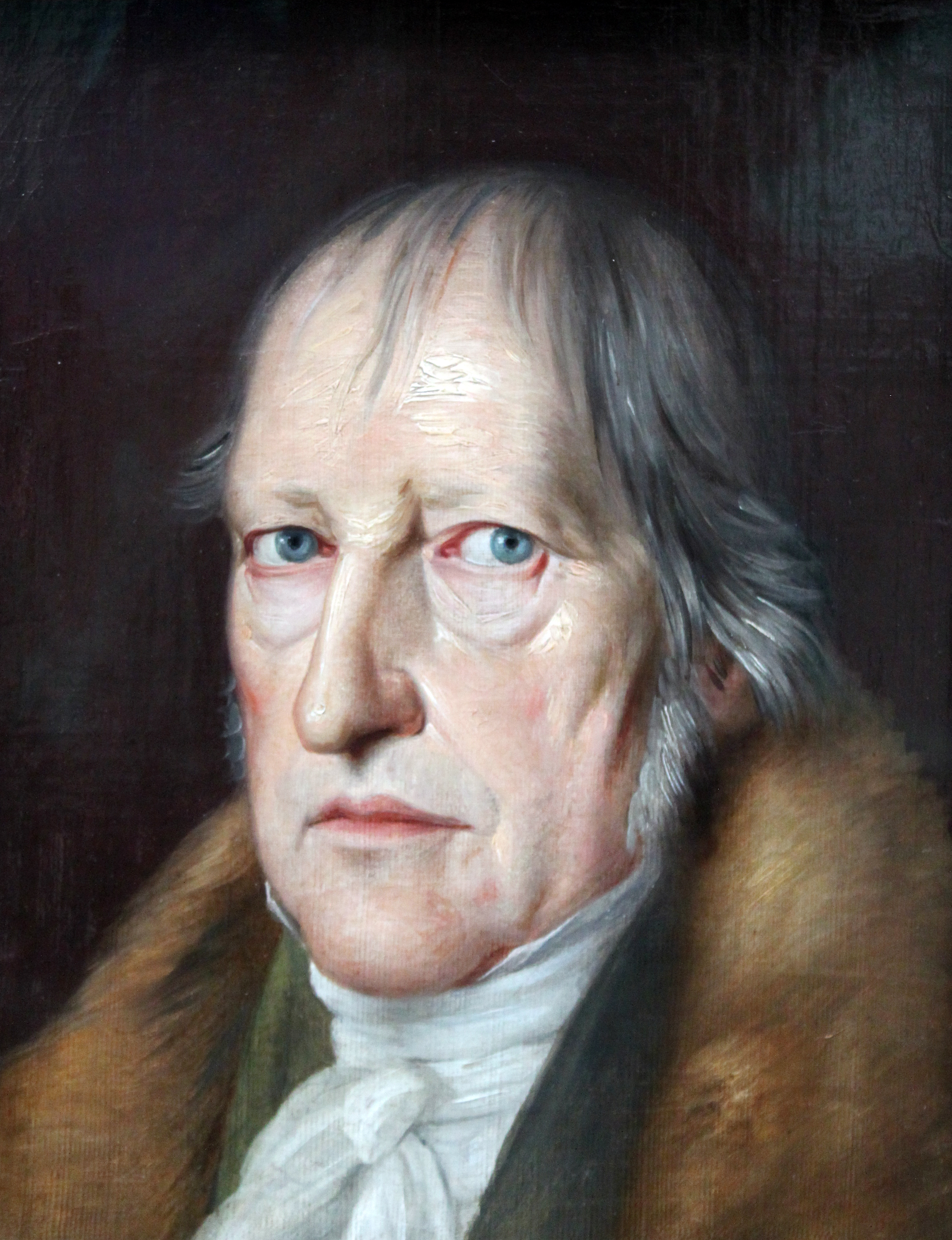
فریدریش هگل، فیلسوف آلمانی
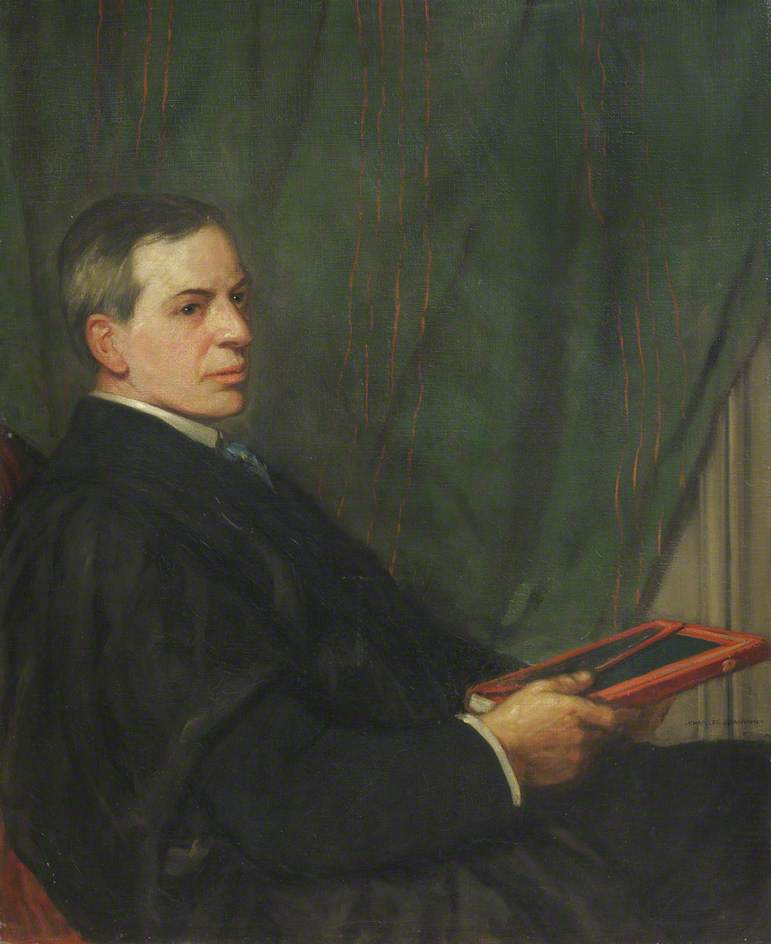
ادوارد براون، ایران‌شناس بریتانیایی
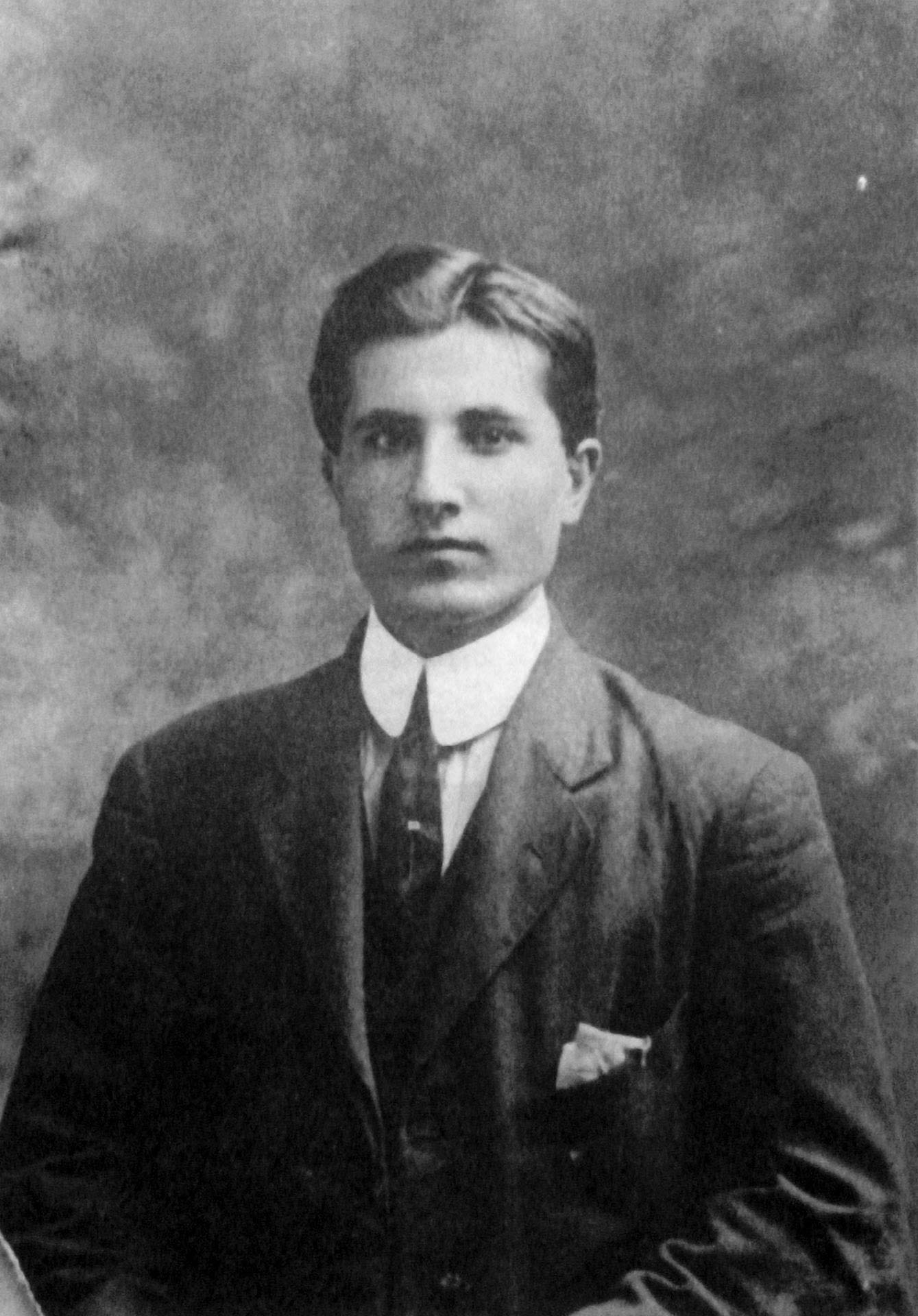
هوارد باسکرویل معلم آمریکایی در تبریز
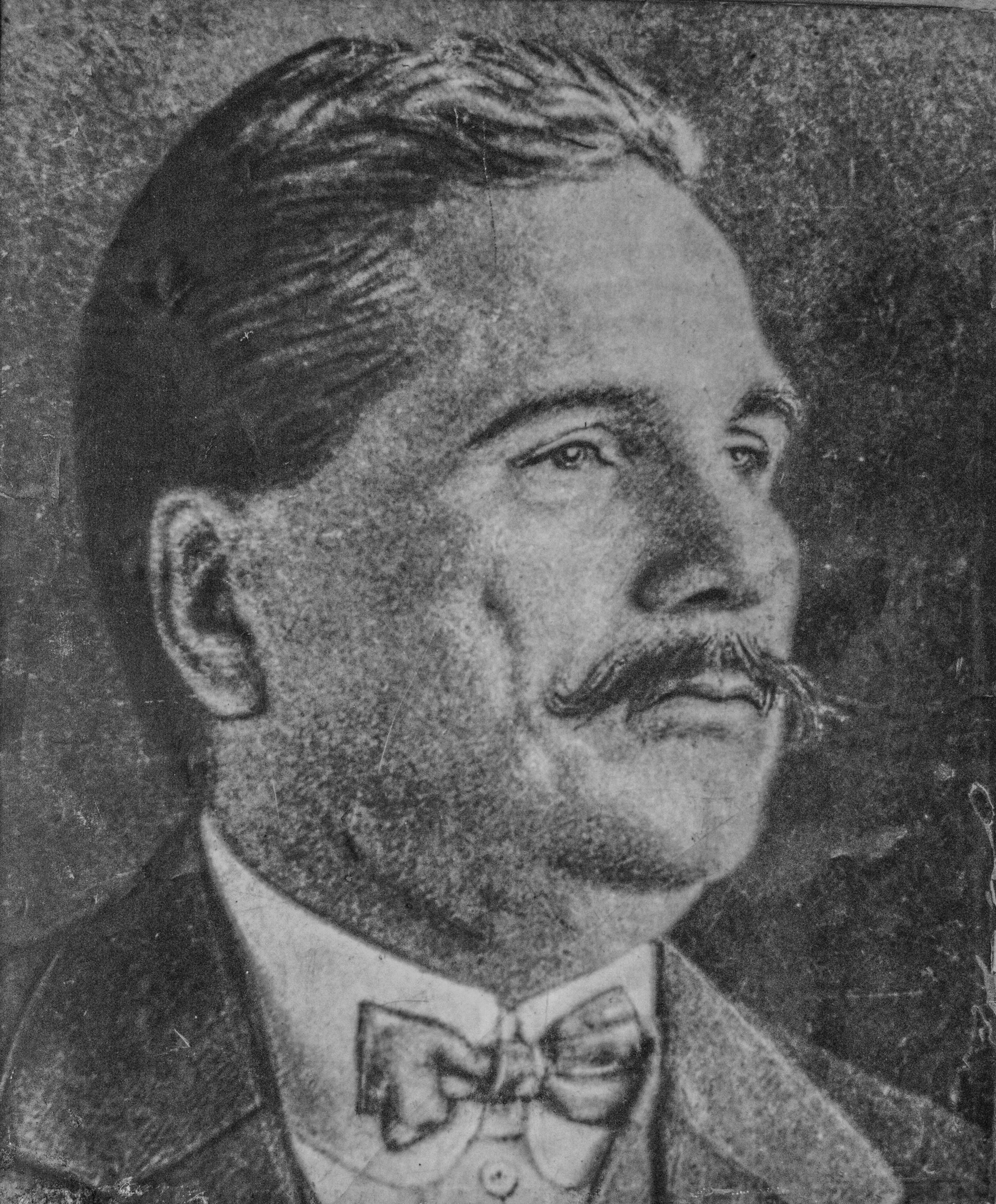
اقبال لاهوری، نویسنده و سیاستمدار
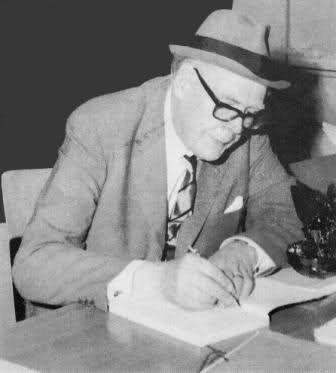
آرتور پوپ، مورخ آمریکایی
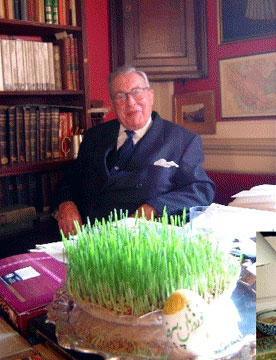
پیتر ایوری، ایران‌شناس بریتانیایی
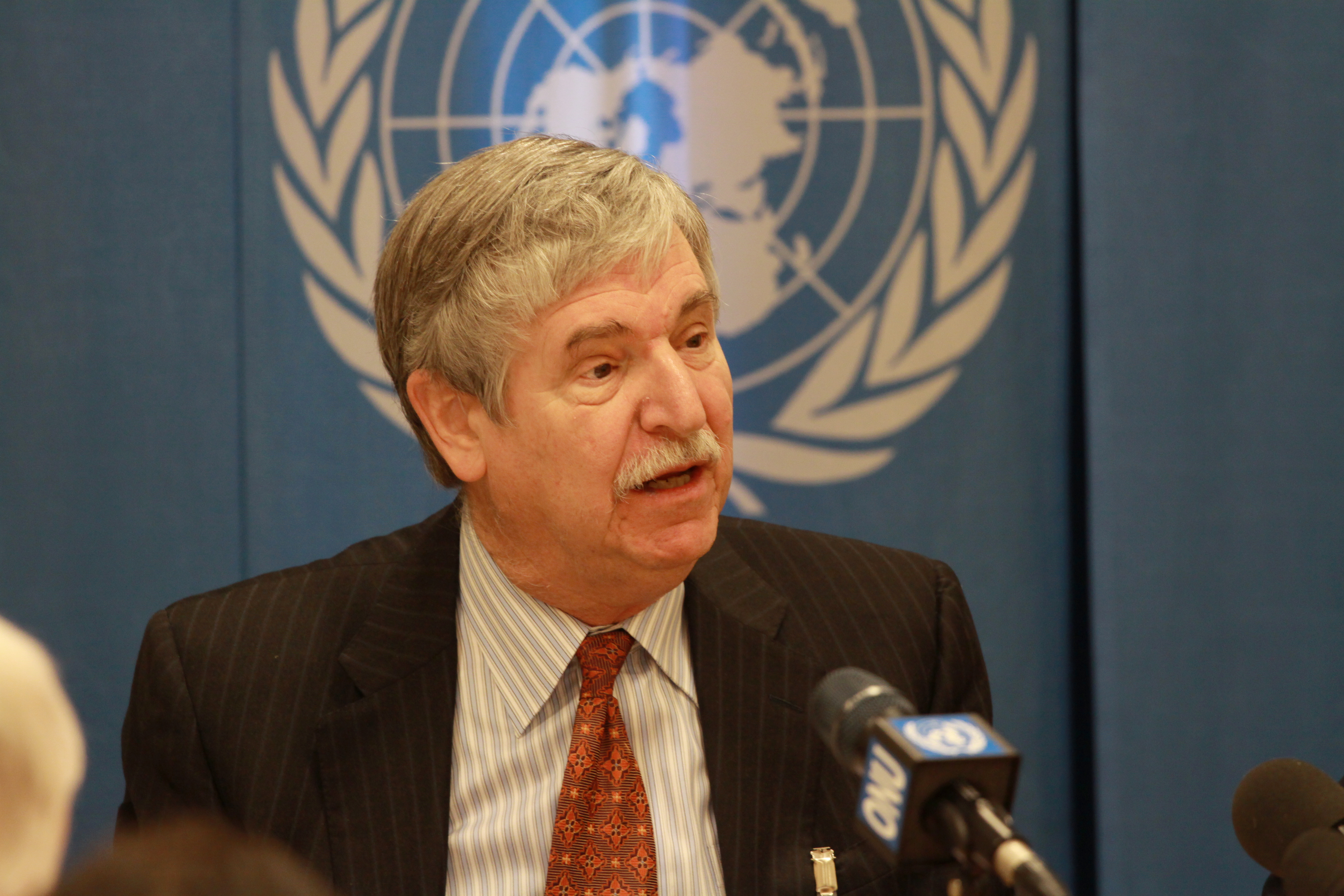
جان لیمبرت، دیپلمات آمریکایی
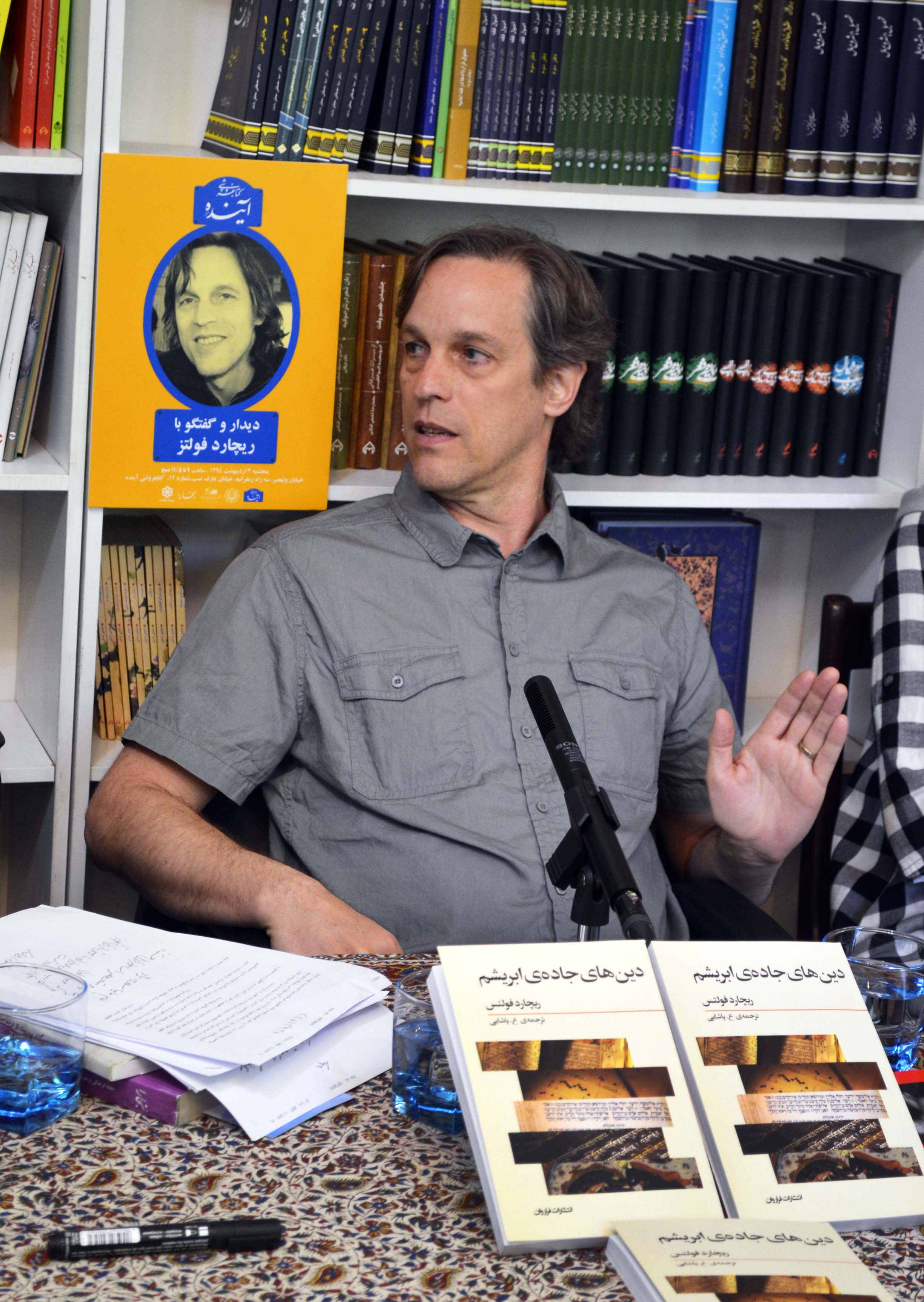
ریچارد فولتس، ایران‌شناس کانادایی